# カカベーロス
カカベーロス（Cacabelos）は、スペイン、カスティーリャ・イ・レオン州、レオン県、エル・ビエルソ（El Bierzo）地域の自治体で、ガリシア語が話されている。

## 地理
カカベーロスはレオン県の西部、標高478mから700mの高度、地殻変動によって形作られた盆地状の地形にあるエル・ビエルソ地区のほぼ中央に位置する。地質的には堆積岩で、アンカーレス山地、カンタブリア山脈、レオン山地から流れ出る川、そして曲がりくねった分水嶺、断崖、浸食によって形成された段丘などによって南北の方向に引っかき傷のように多くの谷が形成されている。

### 人口
| カカベーロスの人口推移 1900－2010                       |
|                                                         |
| 出典:INE（スペイン国立統計局）1900年 - 1991年、1996年 - |

### 小地区
カカベーロスは中心市街地区のカカベーロスのほかに、5つの小地区に分けられる。
- アルボルブエナ
- カカベーロス
- ピエーロス
- キロス
- サン・クレメンテ
- ビジャブエナ

## 政治
自治体首長はカスティーリャ・イ・レオン国民党（Partido Popular de Castilla y León）のアドルフォ・カネード・カスカジャーナ（Adolfo Canedo Cascallana）で、自治体評議員はカスティーリャ・イ・レオン国民党：6、カスティーリャ・イ・レオン社会党（Partido Socialista de Castilla y León、PSCyL）：5となっている（2011年5月22日の自治体選挙結果、得票順）。
| 1999年6月13日自治体選挙 |        |        |          |
| 政党                    | 得票数 | 得票率 | 獲得議席 |
| PP                      | 1,645  | 53.93% | 7        |
| PSOE                    | 690    | 22.62% | 3        |
| IU                      | 399    | 13.08% | 1        |
| その他                  | 285    | 9.33%  | 0        |

| 2003年5月25日自治体選挙 |        |        |          |
| 政党                    | 得票数 | 得票率 | 獲得議席 |
| PP                      | 1,365  | 43.16% | 5        |
| PSOE                    | 1,338  | 42.30% | 5        |
| IU                      | 404    | 12.77% | 1        |

| 2007年5月27日自治体選挙 |        |         |          |
| 政党                    | 得票数 | 得票率  | 獲得議席 |
| PSOE                    | 1,733  | 51.39%  | 8        |
| PP                      | 1,017  | 30.16%% | 4        |
| IU-LV                   | 426    | 12.63%  | 1        |
| MASUPL                  | 132    | 3.91%   | 0        |

| 2011年5月22日自治体選挙 |        |        |          |
| 政党                    | 得票数 | 得票率 | 獲得議席 |
| PP                      | 1,349  | 41.13% | 6        |
| PSOE                    | 1,168  | 35.61% | 5        |
| IU                      | 404    | 12.32% | 0        |
| その他                  | 275    | 8.38%  | 0        |

### 司法行政
カカベーロスはポンフェラーダ司法管轄区に属す。

## 姉妹都市
- トラーノ・ヌオーヴォ（イタリア）[13]